# Santuario della Madonna del Lares
Il santuario della Madonna del Làres è una piccola chiesetta situata circa 3 km a monte dell'abitato di Bolbeno (TN), si trova a 793 m s.l.m. ed è detto "del lares" perché edificato al centro di una radura delimitata da larici.

## Architettura

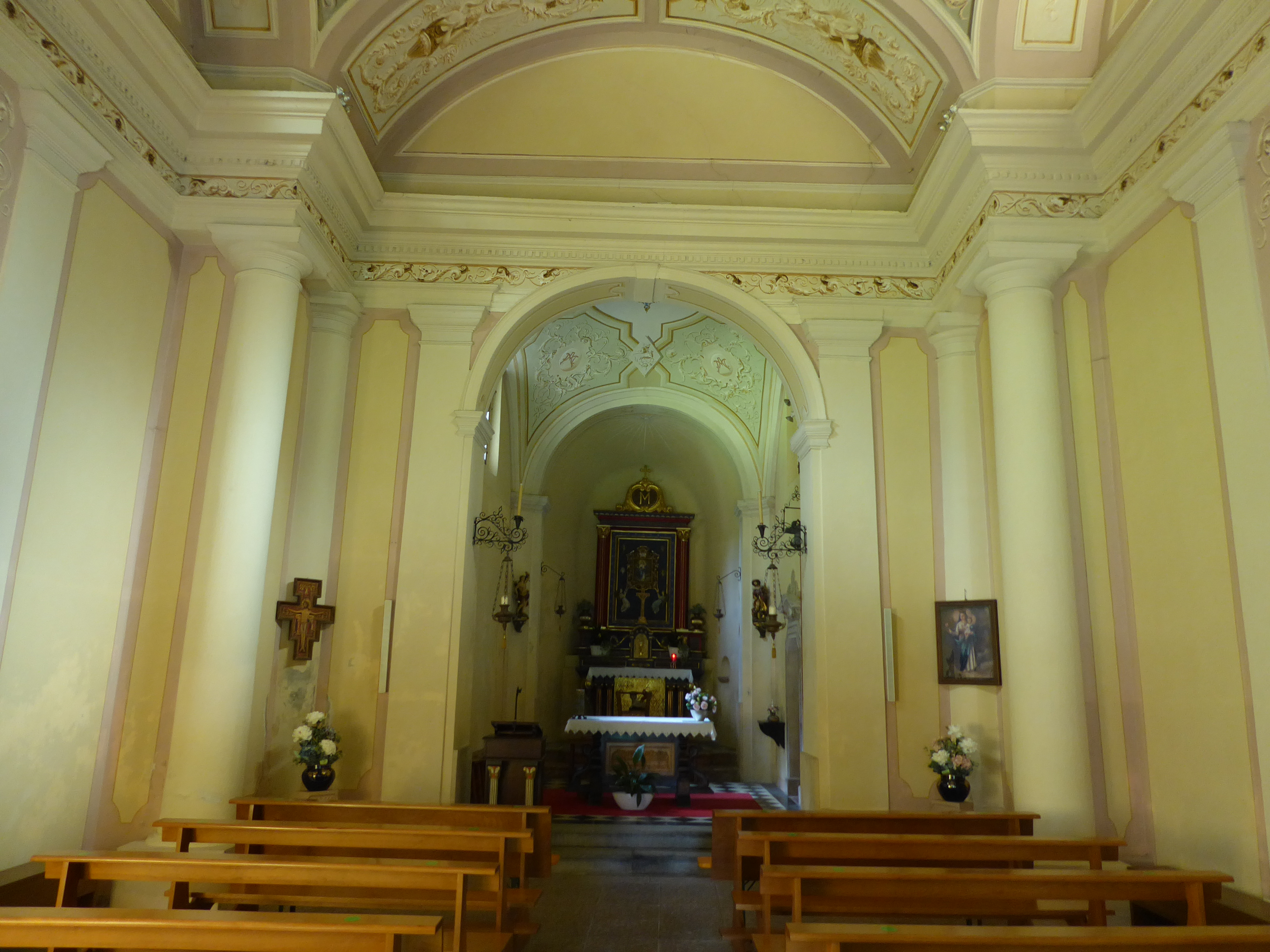
Interno

La facciata presenta un timpano che sovrasta quattro lesene e riporta la scritta "Ave Maris Stella", dipinta nel 1872 da Valentino Pupin da Schio; sulla destra si erge un piccolo campanile a comignolo. 
Il pronao è sostenuto da quattro colonne cilindriche di granito e il tetto è ricoperto di zinco; anche l'interno del santuario è dipinto dal Pupin.

## L'icona miracolosa

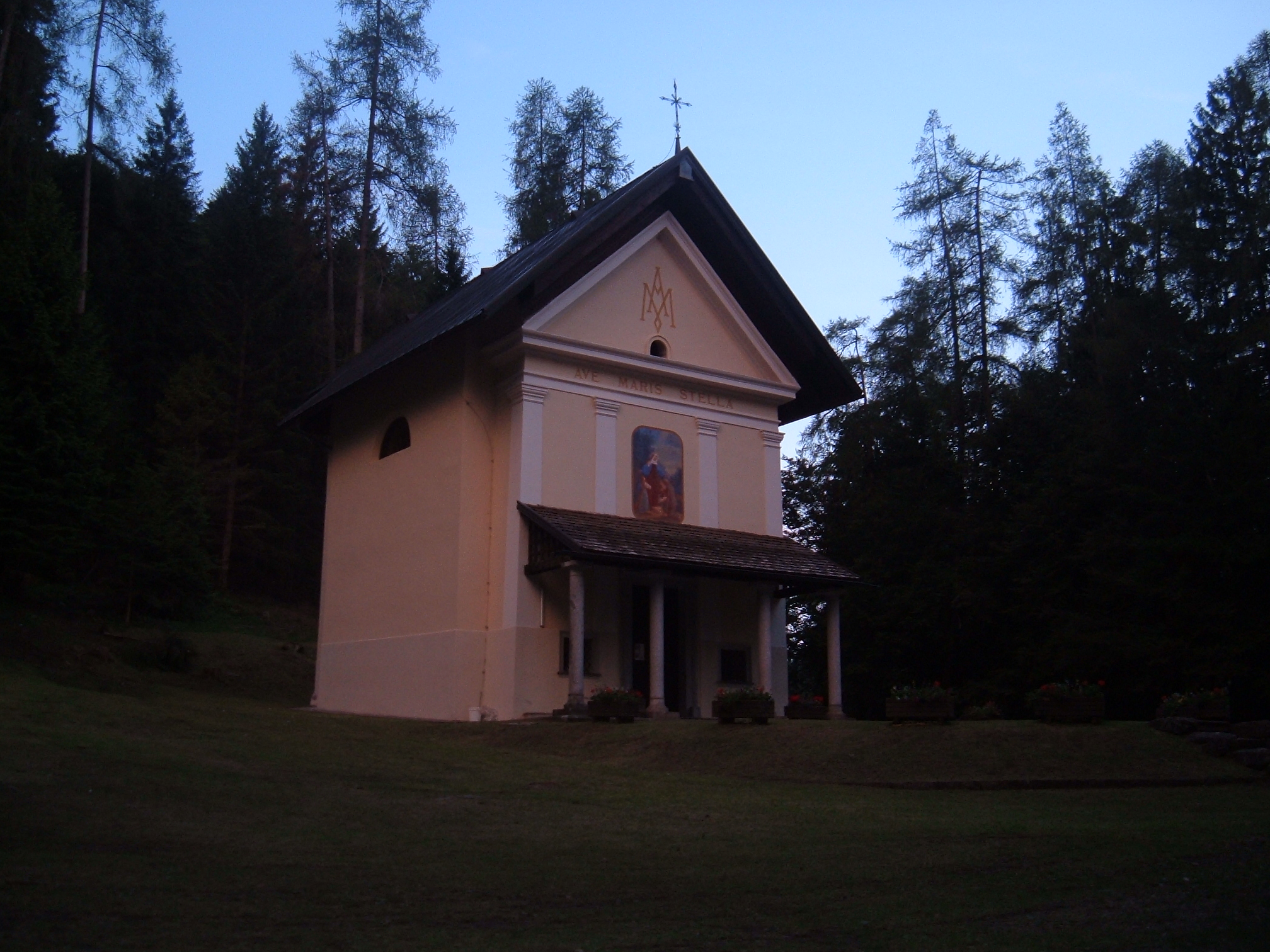
Il santuario all'imbrunire

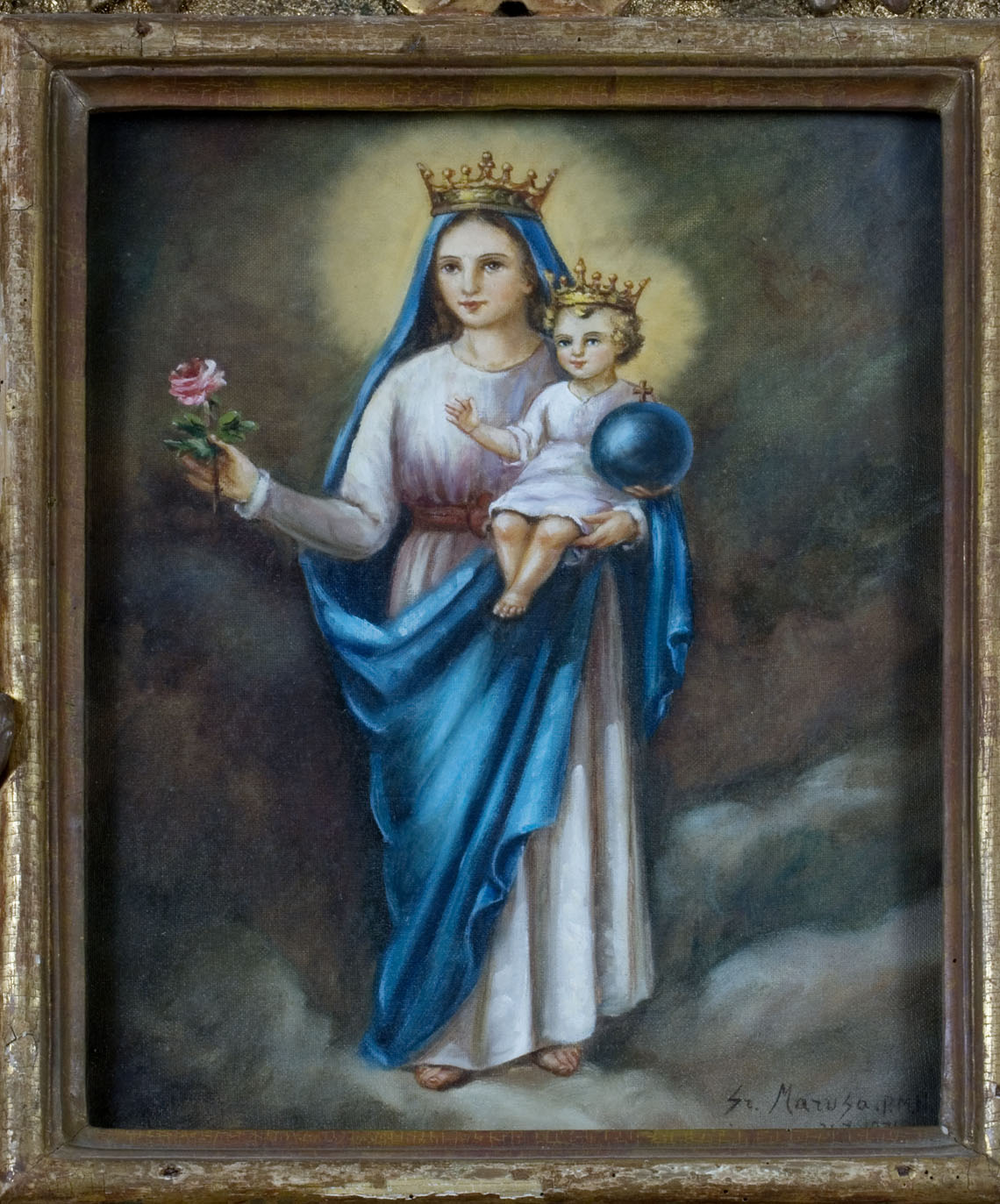
Il quadro della Madonna del Lares

L'icona della Madonna con bambino e rosa in mano, che la leggenda ritiene miracolosa, è collocata nella nicchia dell'altare.
L'icona che si può ammirare oggi è una copia eseguita nel 1971 da Marisa Ritter delle suore della Nigrizia di Verona basandosi su delle vecchie fotografie, perché l'originale del XVI secolo, di cm 30 x 40 venne rubato.

## La leggenda
L'edificazione del santuario è legata alla leggenda mariana, di comune riscontro nell'arco alpino, del dipinto trovato dai pastori appeso ad una pianta (nel caso della Madonna del Lares un larice del bosco delle Pianèze). Il quadro, nell'intento di esporlo in un luogo di maggior passaggio, fu collocato al vicino Dos Tomplìz, detto anche Belvedere. Ma il giorno dopo il dipinto fu trovato appeso allo stesso larice delle Pianèze. Il dipinto fu spostato per diverse volte, ma veniva sempre ritrovato nella sua ubicazione originale, fin tanto che venne lasciato presso il larice e custodito in un tabernacolo.